# کلیسای جامع عیسی نجات‌دهنده
کلیسای جامع عیسی نجات‌دهنده (روسی: Храм Христа Спасителя) یک کلیسای جامع ارتدکس روسی در مسکو، روسیه است.
این کلیسا که در سال ۱۸۸۳ ساخته شده‌است دارای ۴۹۰۰ مترمربع مساحت و ۷۹ متر طول می‌باشد.

## نگارخانه

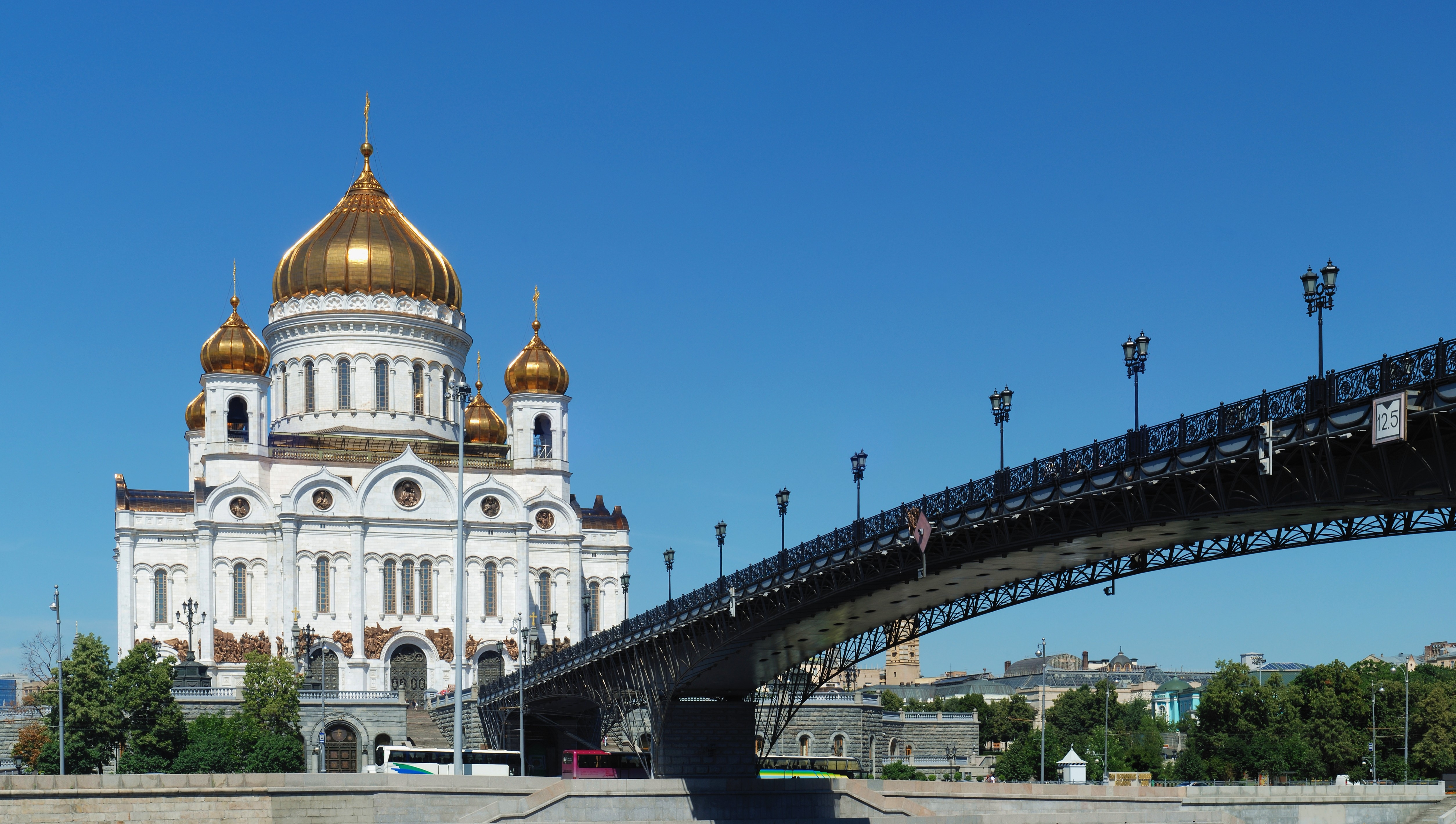
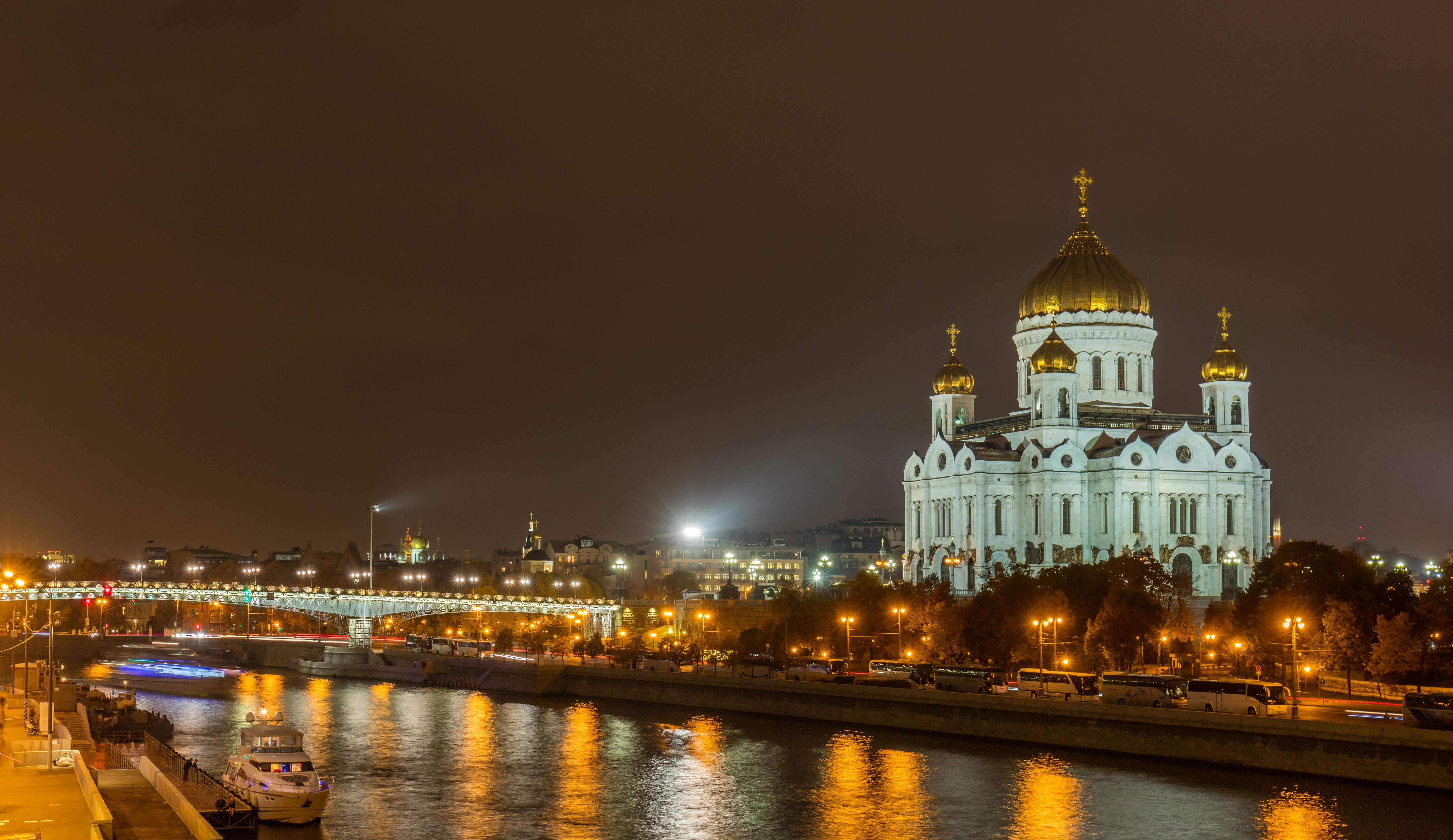
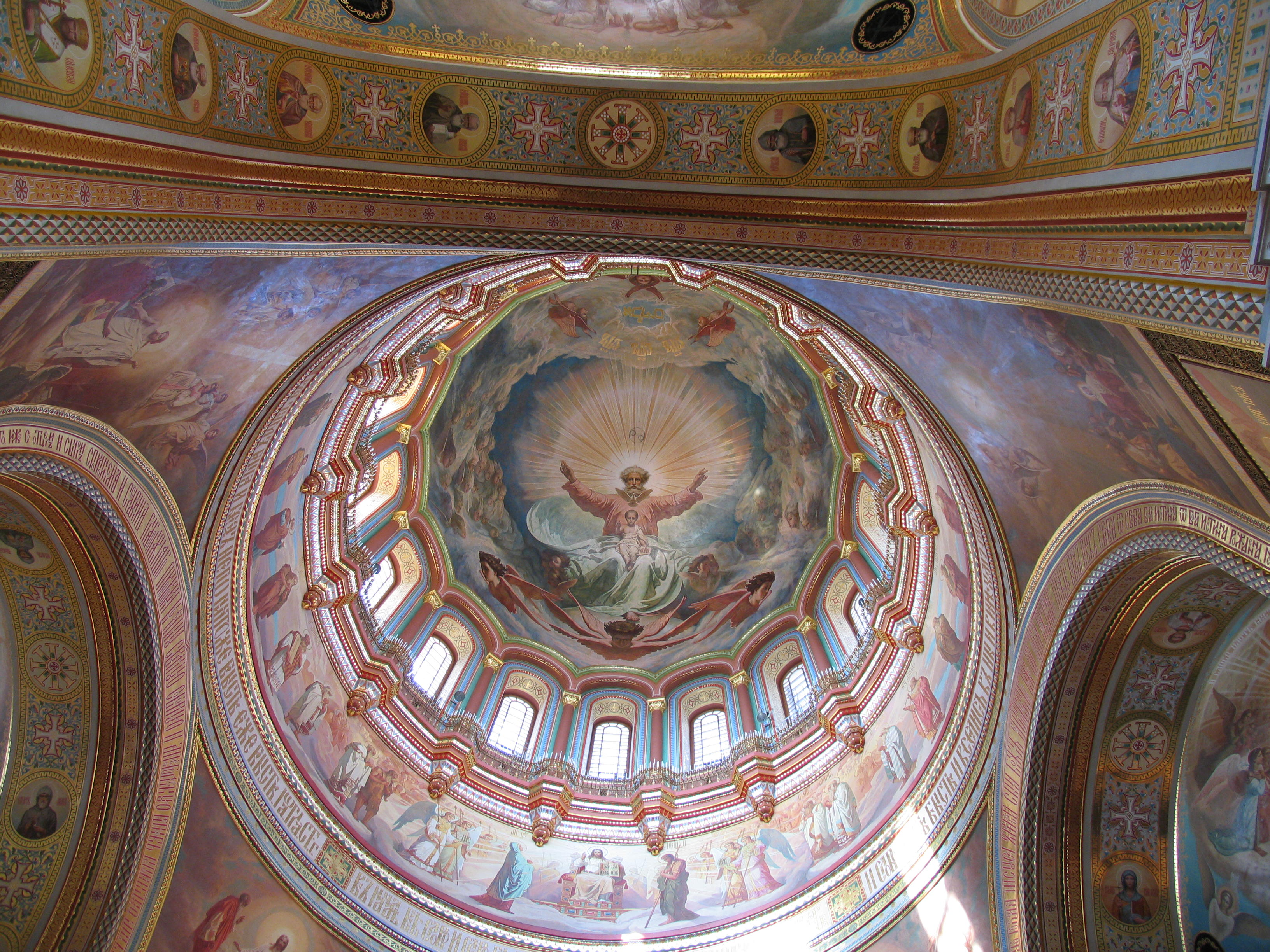
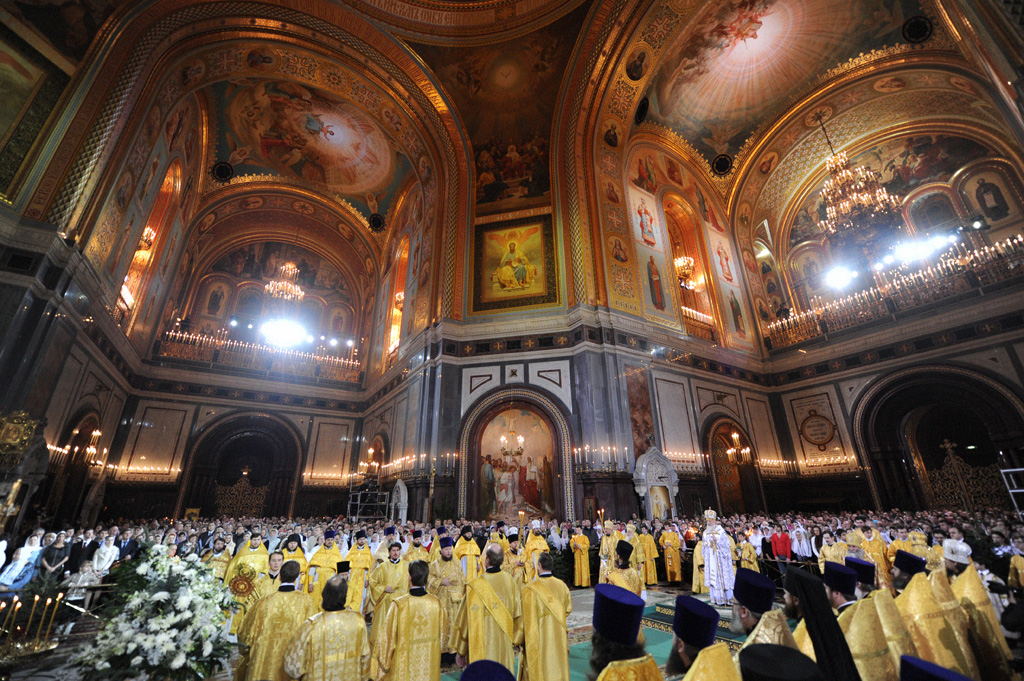
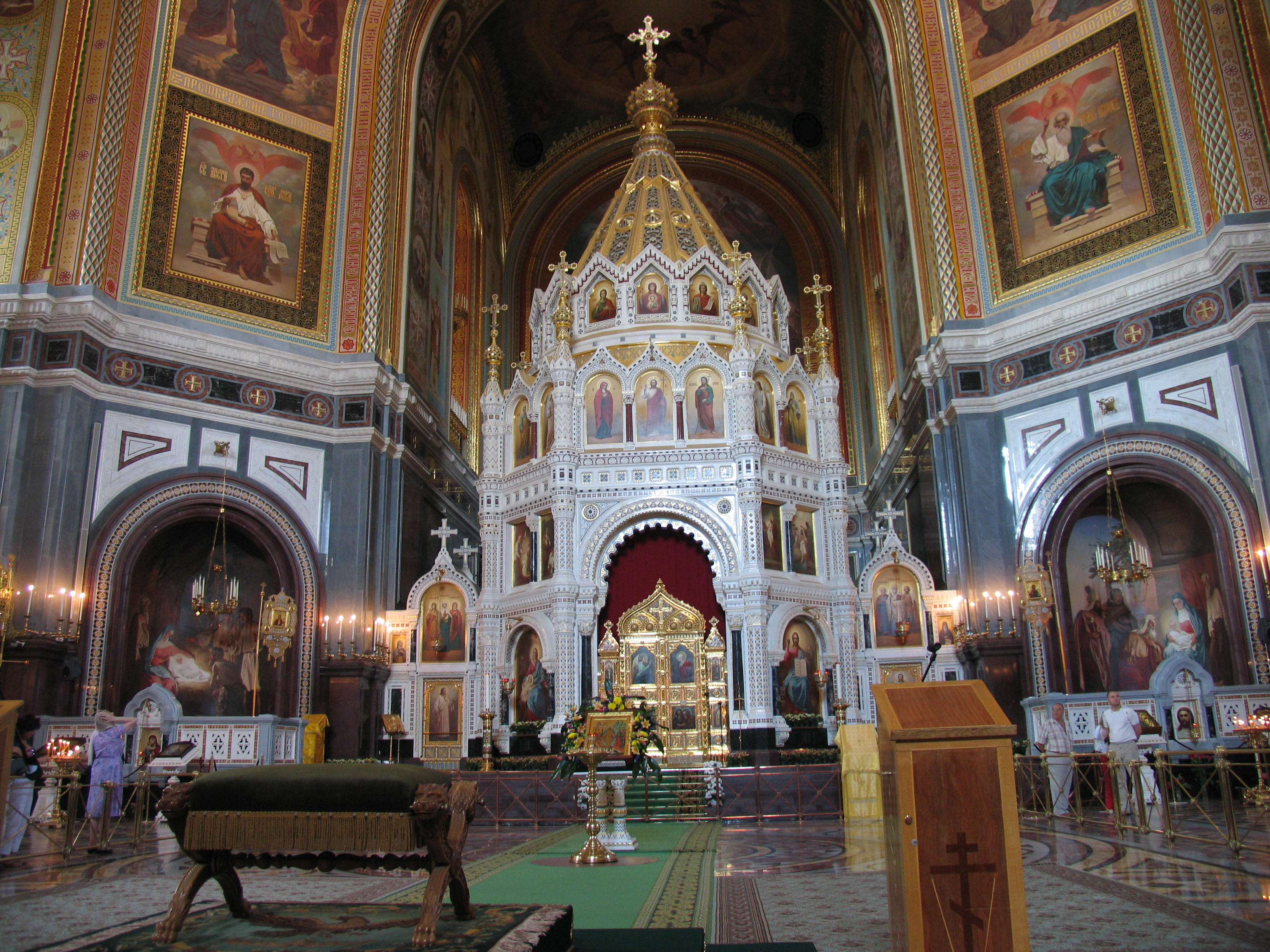